# Klammerschwanzaffen

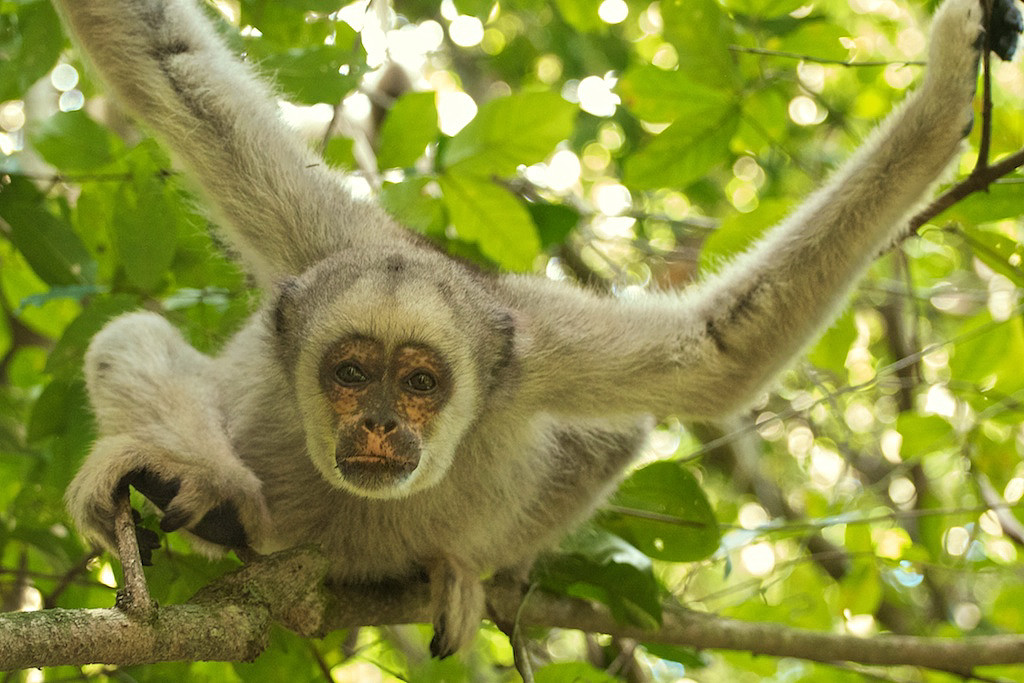
Nördlicher Spinnenaffe

Die Klammerschwanzaffen (Atelidae) sind eine Primatenfamilie aus der Gruppe der Neuweltaffen (Platyrrhini). Ihren Namen haben sie von ihrem Greifschwanz. Klammerschwanzaffen leben in Mittel- und Südamerika und sind überwiegend pflanzenfressende Baumbewohner. Die Familie umfasst 23 Arten in vier Gattungen, Klammeraffen, Spinnenaffen, Wollaffen und Brüllaffen.

## Merkmale
Klammerschwanzaffen erreichen eine Kopfrumpflänge von 30 bis 80 Zentimeter, der Schwanz wird bis zu 90 Zentimeter lang. Das Gewicht liegt zwischen 5 und 15 Kilogramm. Die größten Vertreter sind die Spinnen- und Brüllaffen, die größten Primaten des amerikanischen Kontinents. Meist herrscht ein deutlicher Geschlechtsdimorphismus hinsichtlich der Größe – Männchen werden deutlich schwerer als Weibchen, und manchmal auch bei der Fellfärbung. Die Fellfärbung variiert je nach Art und Lebensraum zwischen verschiedenen Grau-, Rot-, Braun- oder Schwarztönen. Die Gliedmaßen sind relativ lang, die Hände hakenförmig und die Daumen manchmal zurückgebildet. Der Schwanz, der ebenso lang wie der Körper ist, dient als Greifschwanz: der hintere Teil der Unterseite ist unbehaart und als Tasthautfeld entwickelt. Bei manchen Arten haben die Weibchen penisähnliche Klitorides. Die Zahnformel der Klammerschwanzaffen lautet wie bei den meisten Neuweltaffen I 2/2, C 1/1, P 3/3, M 3/3, insgesamt haben sie also 36 Zähne.

## Verbreitung und Lebensraum
Klammerschwanzaffen kommen nur auf dem amerikanischen Kontinent vor, ihr Verbreitungsgebiet erstreckt sich vom südlichen Mexiko bis nach Bolivien und ins südliche Brasilien. Sie sind allesamt Waldbewohner, die in verschiedenen Waldtypen leben. Manche Vertreter wie die Klammeraffen sind auf Primärwälder angewiesen, während Brüllaffen auch in laubwerfenden Wäldern und sogar savannenähnlichen Habitaten leben können.

## Lebensweise
Klammerschwanzaffen sind tagaktiv und halten sich zumeist in den Bäumen, nur gelegentlich kommen sie auf den Boden. Die Fortbewegung im Geäst erfolgt auf allen vieren oder auf schwinghangelnde Weise. Insbesondere die Klammer- und Spinnenaffen zeigen dabei großes Geschick und ähneln in ihrer Fortbewegung den nicht näher verwandten Gibbons.
Diese Primaten leben in Gruppen, die sich meist aus mehreren Männchen und Weibchen zusammensetzen und bis zu 100 Tiere umfassen können. Manchmal teilen sie sich bei der täglichen Nahrungssuche in kleinere Untergruppen auf. Die Gruppen bewohnen teilweise riesige Streifgebiete (bei Wollaffen über 1000 Hektar), zeigen aber in der Regel kein ausgeprägtes Territorialverhalten. Auch innerhalb der Gruppe herrscht – verglichen mit anderen Primaten – ein eher friedvoller und wenig aggressiver Umgang miteinander, insbesondere bei Spinnenaffen.
Die Kommunikation mittels lautem Geschrei spielt eine wichtige Rolle. Sie dient dazu, anderen Gruppen den eigenen Aufenthaltsort mitzuteilen und so Zusammenstöße zu vermeiden, oder die anderen Gruppenmitglieder zu finden. Besonders ausgeprägt ist dieses schreiende Verhalten bei Brüllaffen, die mit vergrößertem Zungenbein und Schildknorpel für laute Schreie ausgestattet sind.

## Nahrung

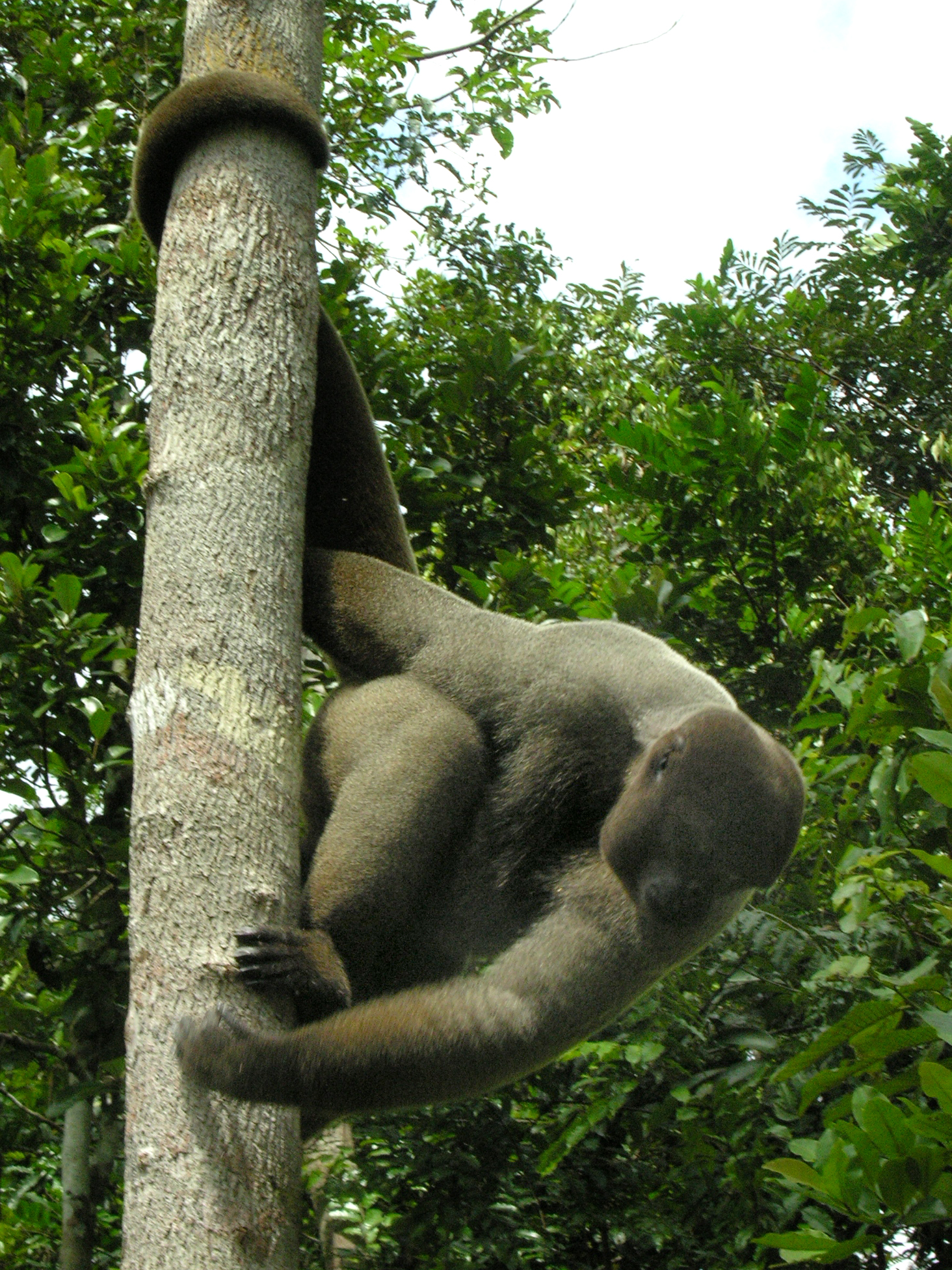
Wollaffen gehören zu den eher früchtefressenden Klammerschwanzaffen

Klammerschwanzaffen sind Pflanzenfresser, die Zusammensetzung der Nahrung variiert jedoch nach Art und Jahreszeit. Brüllaffen und zu einem geringeren Ausmaß auch Spinnenaffen sind Blätterfresser – um den niedrigen Nährwert ihrer Nahrung zu kompensieren, halten sie wie viele andere blätterfressende Säugetiere lange Ruhepausen ein. Klammer- und Wollaffen hingegen ernähren sich zum größten Teil von Früchten. Daneben spielen auch Blüten, Samen und anderes Pflanzenmaterial eine Rolle. In geringem Ausmaß verzehren sie auch Insekten und andere Kleintiere.

## Fortpflanzung
Klammerschwanzaffen sind generell durch eine sehr niedrige Fortpflanzungsrate gekennzeichnet, nur alle paar Jahre bringt das Weibchen ein Jungtier zur Welt. Die Tragzeit liegt bei sechs bis acht Monaten, die Wurfgröße meistens bei eins. Die Aufzucht der Jungen ist überwiegend oder gänzlich Aufgabe des Weibchens. Nach einem bis zwei Jahren wird das Junge entwöhnt, nach vier bis sieben Jahren tritt die Geschlechtsreife ein. Es sind eher langlebige Tiere, die zumindest in menschlicher Obhut mehrere Jahrzehnte alt werden können.

## Gefährdung
Wie viele andere waldbewohnende Tiere Lateinamerikas leiden viele Klammerschwanzaffen an der fortschreitenden Zerstörung ihres Lebensraums – insbesondere Habitatsspezialisten sind davon betroffen. Hinzu kommt die Bejagung wegen ihres Fleisches – aufgrund ihrer großen Ausmaße sind sie ein lohnendes Ziel für Jäger. Die IUCN listet die meisten Arten als gefährdet oder bedroht.

## Systematik

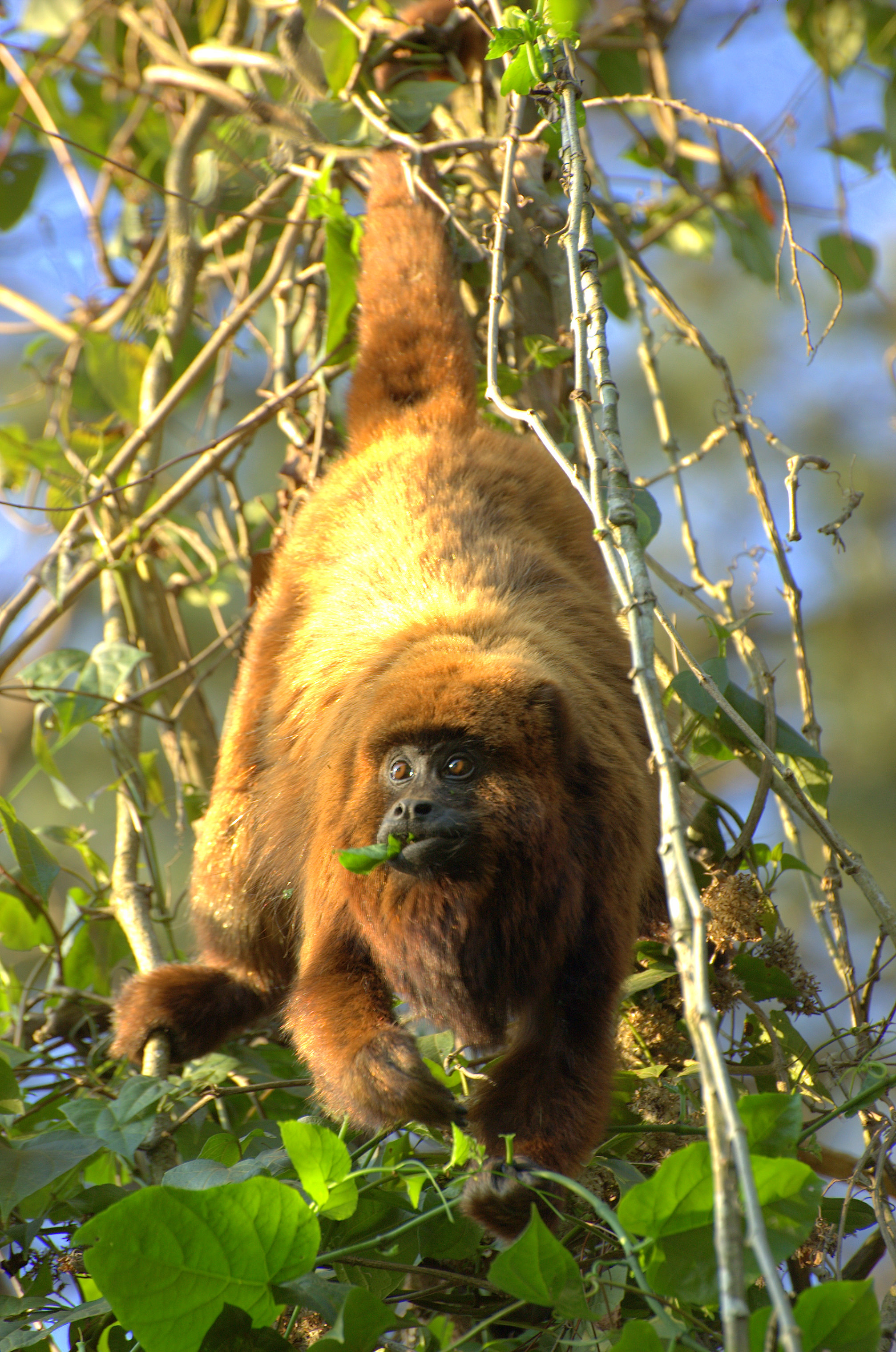
Brauner Brüllaffe

Die Klammerschwanzaffen werden zu den Neuweltaffen (Platyrrhini) gerechnet. Die Familie umfasst 23 Arten in vier Gattungen:
- Die sieben Arten der Klammeraffen (Ateles) sind schnelle und geschickte Kletterer mit auffallend langen Gliedmaßen:
  - Weißstirnklammeraffe (Ateles belzebuth)
  - Schwarzgesichtklammeraffe (A. chamek)
  - Braunkopfklammeraffe (A. fusciceps)
  - Geoffroy-Klammeraffe (A. geoffroyi)
  - Brauner Klammeraffe (A. hybridus)
  - Weißwangenklammeraffe (A. marginatus)
  - Rotgesichtklammeraffe (A. paniscus)
- Die zwei Arten der Spinnenaffen (Brachyteles) Südostbrasiliens zählen zu den bedrohtesten Primatenarten:
  - Nördlicher Spinnenaffe (Brachyteles hypoxanthus)
  - Südlicher Spinnenaffe (B. arachnoides)
- Die zwei Arten  der Wollaffen (Lagothrix) aus dem nordwestlichen Südamerika zeichnen sich durch ihr wolliges Fell aus:
  - (gewöhnlicher) Wollaffe (Lagothrix lagotricha)
  - Gelbschwanz-Wollaffe (Lagothrix flavicauda)
- Die zwölf Arten der Brüllaffen (Alouatta) sind durch ihre lauten Schreie charakterisiert:
  - Bärenbrüllaffe (Alouatta arctoidea)
  - Rothandbrüllaffe (Alouatta belzebul)
  - Schwarzer Brüllaffe (Alouatta caraya)
  - Spix-Brüllaffe (Alouatta discolor)
  - Brauner Brüllaffe (Alouatta guariba)
  - Guyana-Brüllaffe (Alouatta macconnelli)
  - Amazonischer Schwarzer Brüllaffe (Alouatta nigerrima)
  - Mantelbrüllaffe (Alouatta palliata)
  - Guatemala-Brüllaffe (Alouatta pigra)
  - Bolivianischer Brüllaffe (Alouatta sara)
  - Roter Brüllaffe (Alouatta seniculus)
  - Maranhão-Brüllaffe (Alouatta ululata)

Die Brüllaffen bilden dabei die Unterfamilie Alouattinae, während die übrigen Gattungen als Atelinae zusammengefasst werden. Ein mögliches Kladogramm sieht folgendermaßen aus (nach Geissmann, 2003):
|      | Klammeraffen (Ateles)                                                                |
|      |                                                                                      |
| N.N. | \| \| Spinnenaffen (Brachyteles) \| \| \| \| \| \| Wollaffen (Lagothrix) \| \| \| \| |
|      | \| \| Spinnenaffen (Brachyteles) \| \| \| \| \| \| Wollaffen (Lagothrix) \| \| \| \| |
|      | Spinnenaffen (Brachyteles)                                                           |
|      |                                                                                      |
|      | Wollaffen (Lagothrix)                                                                |
|      |                                                                                      |

|  | Spinnenaffen (Brachyteles) |
|  |                            |
|  | Wollaffen (Lagothrix)      |
|  |                            |

|      | Klammeraffen (Ateles)                                                                |
|      |                                                                                      |
| N.N. | \| \| Spinnenaffen (Brachyteles) \| \| \| \| \| \| Wollaffen (Lagothrix) \| \| \| \| |
|      | \| \| Spinnenaffen (Brachyteles) \| \| \| \| \| \| Wollaffen (Lagothrix) \| \| \| \| |
|      | Spinnenaffen (Brachyteles)                                                           |
|      |                                                                                      |
|      | Wollaffen (Lagothrix)                                                                |
|      |                                                                                      |

|  | Spinnenaffen (Brachyteles) |
|  |                            |
|  | Wollaffen (Lagothrix)      |
|  |                            |